# Resolució 1962 del Consell de Seguretat de les Nacions Unides
La Resolució 1962 del Consell de Seguretat de les Nacions Unides fou adoptada per unanimitat el 20 de desembre de 2010. Després de recordar les resolucions anteriors sobre la situació a Costa d'Ivori, incloses les resolucions 1893 (2009), 1911 (2010), 1924 (2010), 1933 (2010), 1942 (2010), 1946 (2010) i 1951 (2010), el Consell va ampliar el mandat de l'Operació de les Nacions Unides a Costa d'Ivori (UNOCI) fins al 30 de juny de 2011 i va instar a totes les parts de Costa d'Ivori a respectar el resultat de les eleccions presidencials i el reconeixement d'Alassane Ouattara com a president.
El mandat de la UNOCI es va ampliar a pesar de les exigències de Laurent Gbagbo d'abandonar el país.

## Resolució

### Observacions
En el preàmbul de la resolució, el Consell va recordar que a l'octubre i novembre de 2010 es van celebrar dues rondes de les eleccions presidencials a Costa d'Ivori i va condemnar els intents d'usurpar la voluntat popular i soscavar el procés electoral. Hi havia preocupació per l'escalada de la violència i es va instar a totes les parts a mostrar restricció. El Consell va acollir amb satisfacció la suspensió de Costa d'Ivori i la imposició de sancions per la Comunitat Econòmica dels Estats de l'Àfrica Occidental (ECOWAS) i la Unió Africana fins que esdevingués president l'elegit democràticament Alassane Ouattara.

### Actes
El Consell, en virtut del Capítol VII de la Carta de les Nacions Unides, va convidar els partits de Costa d'Ivori a respectar la voluntat popular resultant de les eleccions, atès el reconeixement atorgat a Ouattara per l'ECOWAS i la Unió Africana com a president electe de Costa d'Ivori. El secretari general de les Nacions Unides, Ban Ki-moon, va demanar facilitar el diàleg entre les parts de Costa d'Ivori.
Mentrestant, el mandat de la UNOCI es va renovar fins al 30 de juny de 2011 amb una força total de 8.650 persones. També es desplegarien 500 personal addicionals, fins al 31 de març de 2011, i una unitat addicional de la Missió de les Nacions Unides a Libèria (UNMIL) romandria a Costa d'Ivori durant quatre setmanes més.
Finalment, el mandat de les forces de suport franceses es va ampliar fins al 30 de juny de 2011, i el secretari general va demanar que vigilés de prop la situació.